# Cát Hồng
Cát Hồng (283–343), tự là Trĩ Xuyên, hiệu là Bão Phác Tử (đời gọi là Tiểu Tiên Ông) là hào tộc ở Giang Nam. Ông quê ở huyện Đan Dương Câu Dung (nay thuộc Giang Tô), xuất thân là sĩ tộc thế gia. Cát Hồng có thời làm quan huyện lệnh ở Câu Lậu - thuộc Việt Nam ngày nay.
Thuở nhỏ Cát Hồng lập chí làm văn nho để chấn hưng Nho giáo. Ông nhậm chức Tư Nghị Tham Quân nhưng vì thời thế loạn lạc ông từ quan ở ẩn, bỏ Nho theo Đạo, chuyên cần luyện đan ở La Phù Sơn, Quảng Châu. Đó là năm Quang Hi nguyên niên đời Tây Tấn. Từ luyện đan, ông tìm cầu thuật trường sinh bất tử, hết sức đề xướng thần tiên Đạo giáo. Ông viết Bão Phác Tử Nội Thiên trong thời kỳ tu luyện ở La Phù Sơn đến năm Kiến Vũ nguyên niên đời Đông Tấn thì xong. Cát Hồng học đạo nơi Trịnh Tư Viễn (tức Trịnh Ẩn) mà không học nơi Cát Huyền (Cát Huyền là chú của Cát Hồng, vốn là sư phụ của Trịnh Tư Viễn). Hệ thống truyền thừa đan đạo này như sau: Tả Từ (Tả Nguyên Phóng) truyền đạo cho Cát Huyền (tự Hiếu Tiên, đời gọi là Cát Tiên Ông). Cát Huyền truyền đạo cho Trịnh Tư Viễn (tức Trịnh Ẩn). Trịnh Tư Viễn truyền đạo cho Cát Hồng.